# Декани
Декани (на словенски: Dekani) е село в Словения, Обално-крашки регион, община Копер. Според Националната статистическа служба на Република Словения през 2002 г. селото има 1409 жители.